# Секс і нічого зайвого
«Секс і нічого зайвого» (англ. My Awkward Sexual Adventure) — канадська еротична комедія, що вийшла 2012 року.

## Сюжет
Джордан Абрамс, єврей-бухгалтер, давно має стосунки з Рейчел Стерн і планує одружитися з нею. Увечері перед тим, як вони повинні були поїхати у тривалу відпустку, де Джордан планував зробити пропозицію, Рейчел каже, що не може вийти за нього заміж через його сексуальну нездатність забезпечити їй оргазм. Сповнений рішучості змінитися, щоб задовольняти Рейчел, Джордан вирушає у відпустку один і спочатку звертається за порадою до свого друга Дандака, який радить йому спробувати відвідати стриптиз-клуб. Перебуваючи там, Джордан знайомиться з розкутою стриптизеркою Джулією. Після того, як Джордан випиває занадто багато, його викидають на купу сміття під клубом, де у нього крадуть штани. Джулія після закінчення роботи знаходить його там і забирає додому до себе, щоб він відіспався.
Наступного ранку Джордан прокидається в квартирі Джулії і випадково бачить її фінансові папери, які показують велику суму боргу, а також коробки з секс-іграшками та бездоганну кухню. Джордан домовляється з Джулією, щоб вона розширила його сексуальні навички в обмін на управління її фінансами. Погодившись, Джулія відкриває Джордану світ невідомих йому раніше почуттів, еротичних фантазій, та сексуальних витівок.

## У ролях
| Актор                 | Роль           |
| --------------------- | -------------- |
| Джонас Чернік         | Джордан Абрамс |
| Емілі Гемпшир         | Джулія Боу     |
| Сара Маннінен         | Рейчел Стерн   |
| Вік Сахай             | Дандак         |
| Меліса Еліас          | Решма          |
| Марина Стівенсон Керр | Рут            |
| Майк Белл             | голий Том      |